# Kardoš
Kardoš je priimek v Sloveniji, ki ga je po podatkih Statističnega urada Republike Slovenije na dan 1. januarja 2010 uporabljalo 152 oseb.

## Znani nosilci priimka
- Alex Kardoš (1896—1985), slovenski tiskar, založnik in urednik v ZDA
- Ali Kardoš (1914—1945), politični delavec, publicist, časnikar
- Dragotin Kardoš, naravoslovno-tehnični informatik/bibliotekar?
- Evgen Kardoš - Jeno (1913—1941), prekmurski nogometaš in šahist, organizator OF
- Janoš Kardoš (1801—1873), evangeličanski duhovnik, pisatelj in prevajalec
- Marika Kardoš (Marija Ambruš) (1919—1974), pesnica
- Olga Kardoš, Oddelek za izvajanje projektov ZRC SAZU
- Štefan Kardoš (*1966), pesnik in pisatelj
- Štefan Kardoš (*1986), motokrosist